# Himantocladium implanum
Himantocladium implanum är en bladmossart som beskrevs av Fleischer 1908. Himantocladium implanum ingår i släktet Himantocladium och familjen Neckeraceae. Inga underarter finns listade i Catalogue of Life.